# Emmanuel Agyemang
Emmanuel Ofori Agyemang (3 gennaio 2004) è un calciatore ghanese, centrocampista del Wolfsberger.

## Carriera
Cresciuto nel settore giovanile del WAFA, ha debuttato in prima squadra il 17 aprile 2021 nell'incontro di Premier League ghanese perso 1-0 contro l'Elmina Sharks.
Il 6 febbraio 2024 è stato acquistato a titolo definitivo dal Wolfsberger, club della prima divisione austriaca che lo ha assegnato alla propria squadra riserve in Regionalliga. Promosso in prima squadra a partire dalla stagione 2024-2025, ha debuttato il 26 luglio nell'incontro di Coppa 'Austria (competizione che viene poi vinta dai bianconeri) vinto 7-0 contro il Draßburg.

## Statistiche

### Presenze e reti nei club
Statistiche aggiornate al 2 agosto 2025.
| Stagione              | Squadra               | Campionato            | Campionato | Campionato | Coppe nazionali | Coppe nazionali | Coppe nazionali | Coppe continentali | Coppe continentali | Coppe continentali | Altre coppe | Altre coppe | Altre coppe | Totale | Totale | Totale |
| Stagione              | Squadra               | Comp                  | Pres       | Reti       | Comp            | Pres            | Reti            | Comp               | Pres               | Reti               | Comp        | Pres        | Reti        | Pres   | Reti   |        |
| --------------------- | --------------------- | --------------------- | ---------- | ---------- | --------------- | --------------- | --------------- | ------------------ | ------------------ | ------------------ | ----------- | ----------- | ----------- | ------ | ------ | ------ |
| 2020-2021             | WAFA                  | PL                    | 5          | 0          | CG              | 0               | 0               | -                  | -                  | -                  | -           | -           | -           | 5      | 0      |        |
| 2021-2022             | WAFA                  | PL                    | 31         | 3          | CG              | 0               | 0               | -                  | -                  | -                  | -           | -           | -           | 31     | 3      |        |
| 2023-2024             | Wolfsberger II        | RL                    | 15         | 1          | -               | -               | -               | -                  | -                  | -                  | -           | -           | -           | 15     | 1      |        |
| 2024-2025             | Wolfsberger II        | RL                    | 4          | 1          | -               | -               | -               | -                  | -                  | -                  | -           | -           | -           | 4      | 1      |        |
| Totale Wolfsberger II | Totale Wolfsberger II | Totale Wolfsberger II | 19         | 2          |                 | -               | -               |                    | -                  | -                  |             | -           | -           | 19     | 2      |        |
| 2024-2025             | Wolfsberger           | BL                    | 24         | 2          | CA              | 4               | 1               | -                  | -                  | -                  | -           | -           | -           | 28     | 3      |        |
| 2025-2026             | Wolfsberger           | BL                    | 1          | 0          | CA              | 1               | 0               | UEL                | 0                  | 0                  | -           | -           | -           | 2      | 0      |        |
| Totale Wolfsberger    | Totale Wolfsberger    | Totale Wolfsberger    | 25         | 2          |                 | 1               | 0               |                    | 0                  | 0                  |             | -           | -           | 26     | 2      |        |
| Totale carriera       | Totale carriera       | Totale carriera       | 80         | 7          |                 | 5               | 1               |                    | 0                  | 0                  |             | -           | -           | 85     | 8      |        |

## Palmarès

### Club

#### Competizioni nazionali
- Coppa d'Austria: 1

Wolfsberger: 2024-2025